# Виборчий округ 40
Виборчий округ 40 — виборчий округ в Дніпропетровській області. В сучасному вигляді був утворений 28 квітня 2012 постановою ЦВК №82 (до цього моменту існувала інша система виборчих округів). Окружна виборча комісія цього округу розташовується в приміщенні будинку культури за адресою смт. Кринички, вул. Центральна, 13.
До складу округу входять місто Марганець, частина Заводського району (територія на південний захід від вулиці Айвазовського та проспекту Василя Стуса, територія на захід від вулиці Чистої роси) міста Кам'янське, а також Криничанський, Солонянський і Томаківський райони. Виборчий округ 40 межує з округом 29 і округом 30 на північному сході, з округом 39 на сході, з округом 82 на південному сході, з округом 79 на півдні, з округом 35 на південному заході, з округом 37 на заході та з округом 34 на північному заході. Виборчий округ №40 складається з виборчих дільниць під номерами 120180-120208, 120523-120562, 120594-120612, 120713-120736, 121022-121027, 121029, 121031-121035, 121039, 121044-121045, 121777 та 121782.

## Народні депутати від округу
| Ім'я                         | Фото | Партія               | Скликання | Дата набуття повноважень | Дата припинення повноважень |
| ---------------------------- | ---- | -------------------- | --------- | ------------------------ | --------------------------- |
| Царьов Олег Анатолійович     |      | Партія регіонів      | 7-ме      | 12 грудня 2012           | 27 листопада 2014           |
| Дідич Валентин Володимирович |      | Блок Петра Порошенка | 8-ме      | 27 листопада 2014        | 29 серпня 2019              |
| Трухін Олександр Миколайович |      | Слуга народу         | 9-те      | 29 серпня 2019           | 23 лютого 2023              |

## Результати виборів

### Парламентські

#### 2019
Кандидати-мажоритарники:
- Трухін Олександр Миколайович (Слуга народу)
- Кужман Олег Миколайович (самовисування)
- Жадько Олена Анатоліївна (Опозиційна платформа — За життя)
- Кисіль Сергій Васильович (самовисування)
- Рязанцев Іван Михайлович (Батьківщина)
- Дідич Валентин Володимирович (самовисування)
- Кобзар Наталя Станіславівна (самовисування)
- Прохоренко Василь Анатолійович (самовисування)
- Орлов Олег Анатолійович (Патріот)
- Зайцева Анна Олександрівна (самовисування)
- Дробіт Денис Миколайович (самовисування)
- Ніколайчук Андрій Анатолійович (самовисування)
- Сологуб Микола Миколайович (самовисування)

#### 2014
Кандидати-мажоритарники:
- Дідич Валентин Володимирович (Блок Петра Порошенка)
- Рязанцев Іван Михайлович (Батьківщина)
- Філімонова Галина Федорівна (Опозиційний блок)
- Скорук Максим Анатолійович (Собор)
- Ященко Дмитро Анатолійович (Народний фронт)
- Сафронов Станіслав Олександрович (самовисування)
- Кузнецов Олександр Генрихович (Радикальна партія)
- Мороз Олег Миколайович (самовисування)
- Тимофєєв Денис Олександрович (Комуністична партія України)
- Шкуро Микола Олександрович (Сильна Україна)
- Савенко Анатолій Степанович (самовисування)
- Шаповалов Олександр Григорович (самовисування)
- Мухіна Олена Владиславівна (Ліберальна партія України)
- Мусаелян Дмитро Пушкінович (самовисування)

#### 2012
Кандидати-мажоритарники:
- Царьов Олег Анатолійович (Партія регіонів)
- Рязанцев Іван Михайлович (Батьківщина)
- Дідич Валентин Володимирович (УДАР)
- Бахчевников Олександр Анатолійович (Комуністична партія України)
- Демошенко Геннадій Валентинович (самовисування)
- Яковіткін Олександр Валентинович (самовисування)
- Бабич Лариса Ігорівна (самовисування)
- Козирський Микола Анатолійович (самовисування)
- Шебанов Вадим Анатолійович (самовисування)

## Явка
Явка виборців на окрузі: